# Hiroshima (película de 1983)
Hiroshima (はだしのゲン en japonés, romaji: Hadashi no Gen) también conocida en inglés como Barefoot Gen es una película dramática de anime japonés de 1983 dirigida por Mori Masaki y basada en la serie de manga homónima de Keiji Nakazawa. Se sabe que en España ha sido distribuida la primera película en formato VHS por Manga Films, muy rara y difícil de encontrar, y también ha sido doblado en catalán y se emitió en TV3. A pesar de que Hiroshima ha sido criticado como una película de anime de estilo surrealista y de suspenso al igual que la historia del filme, hoy en día se considera como una película de culto al igual que su segunda entrega del filme.
El film se centra en un estudiante de primaria que, desde su perspectiva, narra con detalle los sucesos previos y posteriores al bombardeo de Hiroshima durante la II Guerra Mundial en Japón.

## Argumento
En tiempos de guerra, los ciudadanos de Hiroshima tratan de hacer vida normal a pesar de los desabastecimientos y situación bélica.
El film empieza el 4 de agosto de 1945 con el día a día de Gen Nakaoka (Issei Miyazaki) y su familia. Situación aparentemente normal dadas las circunstancias hasta que el día 6 un B-29 sobrevuela los cielos y del aparato cae una bomba que arrasa con toda la ciudad.
Como resultado, su padre (Takao Inoue) y sus hermanos Eiko y Shinji (Seiko Nakano y Masaki Kōda) fallecen bajo los escombros del que fue su hogar, quedando como únicos supervivientes Gen y su madre (Yoshie Shimamura), la cual está a punto de dar a luz en un mundo sumido en la oscuridad de una nube radiactiva.

## Reparto
- Issei Miyazaki como Gen Nakaoka.
- Yoshie Shimamura como Kimie Nakaoka.
- Takao Inoue como Daikichi Nakaoka.
- Masaki Kōda como Shinji Nakaoka.
- Seiko Nakano como Eiko Nakaoka.
- Masaki Kōda como Ryūta Kondo.
- Takeshi Aono como Hidezo.
- Junji Nishimura como el señor Pak.
- Katsuji Mori como Seiji Yoshida.
- Tatsuya Jô como el narrador.